# Ministerstwo Spraw Wewnętrznych (PRL)
Ministerstwo Spraw Wewnętrznych – struktura administracji państwowej PRL, która w latach 1954–1990 nadzorowała organy administracyjno-porządkowe oraz kontrolowała działalność organów bezpieczeństwa państwa (od 1956).
W wyniku likwidacji Ministerstwa Bezpieczeństwa Publicznego w 1954, zostały powołane dwie odrębne struktury, Komitet do spraw Bezpieczeństwa Publicznego oraz Ministerstwo Spraw Wewnętrznych.
Już dwa lata później, czyli w 1956, dokonano następnych zmian (między innymi) Ustawą z dnia 13 listopada 1956 został rozwiązany Komitet do spraw Bezpieczeństwa Publicznego, a kompetencje dotychczas mu podległe – walka ze szpiegostwem, dywersją, terrorem, oraz inne wrogie działania skierowane przeciwko PRL, przeszły w zakres działań Ministerstwa Spraw Wewnętrznych.
Ministerstwo miało siedzibę przy ulicy Rakowieckiej 2 w Warszawie.

## Nowy resort i zmiany w strukturze MSW w 1956 r.
Po likwidacji Komitetu ds.BP ówczesny minister SW Władysław Wicha wydał pisemny rozkaz nr 31/56 z dnia 28 listopada 1956 r. (MSW AB- 2335/56) do pracowników MSW i byłych funkcjonariuszy zlikwidowanego Komitetu do Spraw Bezpieczeństwa Publicznego, którzy weszli w skład Resortu Spraw Wewnętrznych –

Na podstawie Ustawy z dnia 13 XI b.r. ulega rozwiązaniu z dniem dzisiejszym Komitet do Spraw Bezpieczeństwa Publicznego.

Kompetencje organów bezpieczeństwa ograniczone do zadań walki ze szpiegostwem, dywersją, terrorem i inną wrogą działalnością skierowaną przeciw Polsce Ludowej, przechodzą do zakresu działania Ministerstwa Spraw Wewnętrznych. (...….)

Równocześnie musi być nadal twórczo rozwijany wieloletni dorobek organów bezpieczeństwa w doskonaleniu umiejętności i środków walki z wrogiem. (..…)
Dla stworzenia warunków, aby organa MSW mogły służyć wiernie polskim masom pracującym i skutecznie ochraniać nasze państwo ludowe przed wrogą działalnością międzynarodowej i rodzimej reakcji, koniecznym jest aby szeregi Służby Bezpieczeństwa składały się z pracowników ideowo zahartowanych i dojrzałych politycznie, o dużym doświadczeniu życiowym i głębokim szacunku dla ludzi pracy. (...)
Witam was serdecznie w szeregach funkcjonariuszy Ministerstwa Spraw Wewnętrznych.
Dawaliście nieraz dowody oddania sprawie socjalizmu i ofiarności w walce z wrogami władzy ludowej, naszego państwa i narodu. (...)
Walczcie skutecznie ze szpiegami, dywersantami, terrorystami i innymi wrogami Polski Ludowej.
Zespolenie organów powołanych do walki z przestępczością, a więc Służby Bezpieczeństwa, Milicji Obywatelskiej, Korpusu Bezpieczeństwa Wewnętrznego i Wojsk Ochrony Pogranicza w szeregach funkcjonariuszy Ministerstwa Spraw Wewnętrznych stwarza warunki zapewnienia lepszego bezpieczeństwa, spokoju i porządku w naszym kraju.

W związku z wejściem w życie ustawy z dnia 13 listopada 1956, ustalono następujące jednostki organizacyjne MSW –
- Komenda Główna Milicji Obywatelskiej
- Komenda Główna Straży Pożarnych
- Komenda Główna Terenowej Obrony Przeciwlotniczej
- Główny Zarząd Geodezji i Kartografii
- Centralny Zarząd Służby Zdrowia

- Dowództwo Korpusu Bezpieczeństwa Wewnętrznego
- Dowództwo Wojsk Ochrony Pogranicza
- Zarząd Informacji Wojsk Wewnętrznych

1. Jednostki związane ze Służbą Bezpieczeństwa

- Gabinet Ministra
- Główny Inspektorat
- Departament I (ds. wywiadu)
- Departament II (ds. kontrwywiadu)
- Departament III (do spraw walki z działalnością antypaństwową w kraju)
- Departament IV (organizacje religijne i mniejszości narodowe) (powołany 9 czerwca 1962).
- Departament V (przemysł, Solidarność w zakładach pracy) [powołany w 1979 jako III „A”]
- Departament VI (rolnictwo, gospodarka żywnościowa) [powołany 30 listopada 1984 r]
- Departament Społeczno-Administracyjny
- Departament Wojskowy
- Biuro Nadzoru nad Orzecznictwem Karno-Administracyjnym
- Biuro Paszportów Zagranicznych
- Biuro Ochrony Rządu
- Biuro T (Techniki Operacyjnej)
- Biuro Ewidencji Operacyjnej
- Biuro A (szyfrów)
- Biuro B (obserwacji zewnętrznej)
- Biuro W (perlustracji i korespondencji)
- Biuro Śledcze MSW
- Biuro Rejestracji Cudzoziemców
- Departament Kadr i Szkolenia
- Główny Inspektorat Ochrony Przemysłu
- Samodzielny Wydział Organizacji

1. Jednostki usługowe

- Departament Finansowy
- Departament Inwestycji
- Zarząd Zaopatrzenia
- Zarząd Transportowy
- Zarząd Łączności
- Zarząd Uzbrojenia
- Zarząd Organizacyjno-Wojskowy
- Zarząd Spraw Socjalnych i Kultury
- Centralne Archiwum Ministerstwa Spraw Wewnętrznych
- Główny Inspektorat Ochrony Przemysłu
- Zarząd Administracyjno-Gospodarczy
- Biuro Głównego Komitetu Przeciwpowodziowego

- Wydział II (ds. kontrwywiadu)
- Wydział III (ds. działalności antypaństwowej w kraju)
- Wydział (Samodzielna sekcja) Ewidencji Operacyjnej
- Wydział (Samodzielna sekcja) (T) Techniki Operacyjnej
- Wydział (Samodzielna sekcja) (B) Obserwacji
- Wydział (Samodzielna sekcja) Śledczy
- Samodzielna Sekcja W (perlustracji i korespondencji)
- Samodzielna Sekcja A (szyfrów)

## Stanowiska służbowe i stopnie
W ministerstwie SW do 1990 roku obowiązywały następujące stanowiska służbowe i przyporządkowane stopnie im stopnie.
| Stanowiska służbowe             | Przyporządkowane stopnie        |
| ------------------------------- | ------------------------------- |
| minister                        | generał dywizji – generał broni |
| wiceminister                    | generał dywizji                 |
| szef służby                     | generał dywizji                 |
| zastępca szefa służby           | generał brygady                 |
| dyrektor departamentu           | pułkownik / generał brygady     |
| zastępca dyrektora departamentu | pułkownik                       |
| naczelnik wydziału              | pułkownik                       |
| zastępca naczelnika wydziału    | podpułkownik                    |
| starszy inspektor               | major / podpułkownik            |
| inspektor                       | kapitan / major                 |
| młodszy inspektor               | podporucznik / kapitan          |

## Szefowie służb MSW na 25 maja 1982
- Minister – gen. dyw. Czesław Kiszczak
- I Zastępca Ministra Podsekretarz Stanu – gen. dyw. Bogusław Stachura
- Szef Służby Bezpieczeństwa, Podsekretarz Stanu – gen. bryg. Władysław Ciastoń
- Szef Służby Wywiadu i Kontrwywiadu podsekretarz stanu – gen. bryg. Władysław Pożoga
- Szef Służby Zabezpieczenia Materiałów podsekretarz stanu – gen. bryg. Stanisław Zaczkowski
- Komendant Główny Milicji Obywatelskiej – gen. bryg. Józef Beim
- Szef Wojsk MSW Dyrektor Generalny – gen. bryg. Lucjan Czubiński
- Szef Służby Kadr i Doskonalenia Zawodowego Dyrektor Generalny – gen. bryg. B. Jedynak
- Szef Służby Zabezpieczenia Operacyjnego Dyrektor Generalny – gen. bryg. K. Straszewski
- Szef Służby Polityczno-Wychowawczej Dyrektor generalny – gen. bryg. E. Tarała

## Schemat organizacyjny MSW w dniu 15 lutego 1990
- Minister Spraw Wewnętrznych
- Polityczny Komitet Doradczy Ministra Spraw Wewnętrznych
- Sekretariat Polityczny Komitetu Doradczego Ministra SW
- Komitet Koordynacyjny Rady Ministrów ds. przestrzegania prawa
- I Zastępca Ministra SW
- Zespół Doradców
- Podsekretarz Stanu
- Gabinet Ministra
- GIM
- Departament Finansów
- Nieetatowy Zespół Doradców ds. Reformy Systemu Bezpieczeństwa Państwa

- Szef Służby Wywiadu i Kontrwywiadu
  - Departament Wywiadu
  - Departament Kontrwywiadu
  - Biuro Szyfrów
  - Wojska Ochrony Pogranicza
- Szef Służby Bezpieczeństwa
  - Departament Ochrony Konstytucyjnego Porządku Państwa
  - Departament Ochrony Gospodarki
  - Departament Studiów i Analiz
  - Biuro Śledcze
  - Biuro Ochrony Rządu
  - Nadwiślańskie Jednostki Wojskowe Ministerstwa Spraw Wewnętrznych
  - Zarząd WSW Jednostek Wojskowych Ministerstwa Spraw Wewnętrznych
- Departament Społeczno-Administracyjny
  - Biuro Prawne
  - Zarząd I MOB
  - Rzecznik Prasowy
  - Wydział Prasowy
- Szef Służby Milicji Obywatelskiej
  - Departament Prewencji i Porządku Publicznego
  - Departament Kryminalny
  - Biuro Informacji i Planowania Działalności MO
  - Biuro Ruchu Drogowego
  - Biuro Dochodzeniowe-Śledcze
  - Instytut Kryminalistyki
  - Przejściowe Biuro Paszportów
- Szef Służby Kadr i Szkolenia Wychowawczego
  - Departament Kadr
  - Departament Szkolenia I Wychowania
  - Rada ds. Wychowania Fizycznego i Sportu
  - Redakcja W Służbie Narodu
  - Akademia Spraw Wewnętrznych
  - Ośrodek Doskonalenia Kadr Kierowniczych MSW w Łodzi, Ośrodku Nauczania Języków Obcych MSW w Sosnowcu-Klimontowie (wcześniej w Kiekrzu) i inne ośrodki szkolenia.
- Szef Służby Zabezpieczenia Operacyjnego
  - Departament Techniki
  - Biuro B – Obserwacji
  - Zarząd Łączności Ministerstwa Spraw Wewnętrznych
  - Biuro C – Centralne Archiwum
  - Departament PESEL
  - Rada Naukowo Techniczna
- Szef Służby Zabezpieczenia Materiałowego
  - Departament Gospodarki Materiałowo Technicznej
  - Departament Inwestycji
  - Departament Zdrowia i Spraw Socjalnych
  - Zarząd Administracyjno-Gospodarczy
  - Komenda Główna Straży Pożarnych

## Stan osobowy Ministerstwa Spraw Wewnętrznych PRL
Dane pochodzą z lat 1980–1990.
- Służba Bezpieczeństwa (SB) – 24 390
- Milicja Obywatelska (MO) – 62 276
- Zmotoryzowane Odwody Milicji Obywatelskiej (ZOMO) – 12 566
- Jednostki administracyjno-gospodarcze – 20 673
- Szkoły resortu (MSW), kadra + słuchacze – 4594

## Ministrowie bezpieczeństwa publicznego
- Stanisław Radkiewicz (ur. 1903, zm. 1987), (PPR) od 21 lipca 1944 do 7 grudnia 1954 kierownik resortu PKWN, od 31 grudnia 1944 minister

## Ministrowie spraw wewnętrznych PRL
| Lp. | Zdjęcie | Imię i nazwisko      | Od                  | Do                  | Długość urzędowania | Rząd                                                                                                 |
| --- | ------- | -------------------- | ------------------- | ------------------- | ------------------- | --- |
| 1.  |         | Władysław Wicha      | 7 grudnia 1954      | 12 grudnia 1964     | 3658 dni            | Józef Cyrankiewicz                                                                                   |
| 2.  |         | Mieczysław Moczar    | 12 grudnia 1964     | 15 lipca 1968       | 1311 dni            | Józef Cyrankiewicz                                                                                   |
| 3.  |         | Kazimierz Świtała    | 15 lipca 1968       | 13 lutego 1971      | 943 dni             | Józef Cyrankiewicz / Piotr Jaroszewicz                                                               |
| 4.  |         | Franciszek Szlachcic | 13 lutego 1971      | 22 grudnia 1971     | 312 dni             | Piotr Jaroszewicz                                                                                    |
| 5.  |         | Wiesław Ociepka      | 22 grudnia 1971     | 28 lutego 1973      | 434 dni             | Piotr Jaroszewicz                                                                                    |
| -   | wakat   | wakat                | 28 lutego 1973      | 22 marca 1973       | 22 dni              | Piotr Jaroszewicz                                                                                    |
| 6.  |         | Stanisław Kowalczyk  | 22 marca 1973       | 8 października 1980 | 2757 dni            | Piotr Jaroszewicz / Edward Babiuch / Józef Pińkowski                                                 |
| 7.  |         | Mirosław Milewski    | 8 października 1980 | 31 lipca 1981       | 296 dni             | Józef Pińkowski / Wojciech Jaruzelski                                                                |
| 8.  |         | Czesław Kiszczak     | 31 lipca 1981       | 31 grudnia 1989     | 3075 dni            | Wojciech Jaruzelski / Zbigniew Messner / Mieczysław Rakowski / Czesław Kiszczak / Tadeusz Mazowiecki |

## Galeria pieczęci

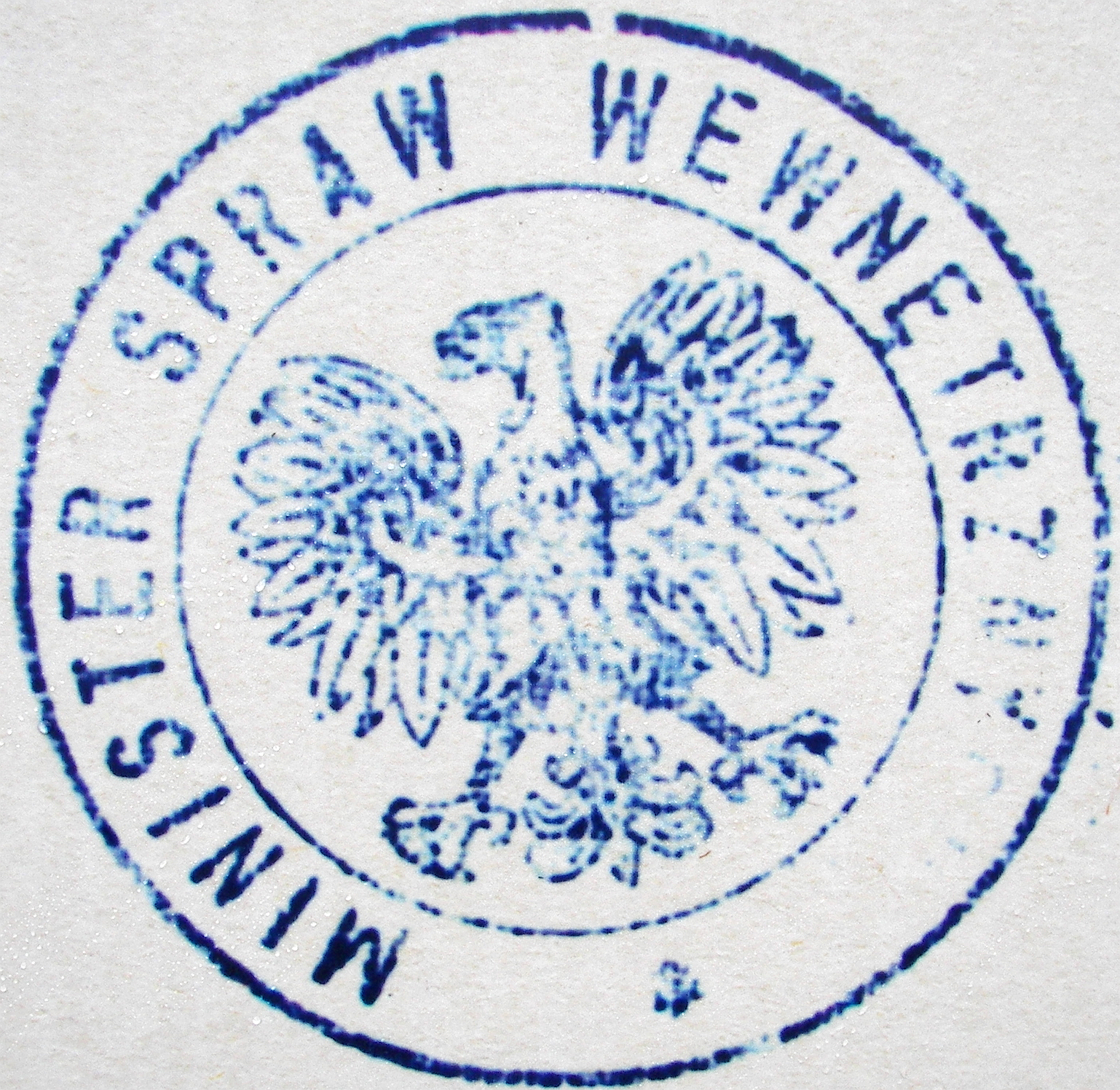
Pieczęć: Minister Spraw Wewnętrznych
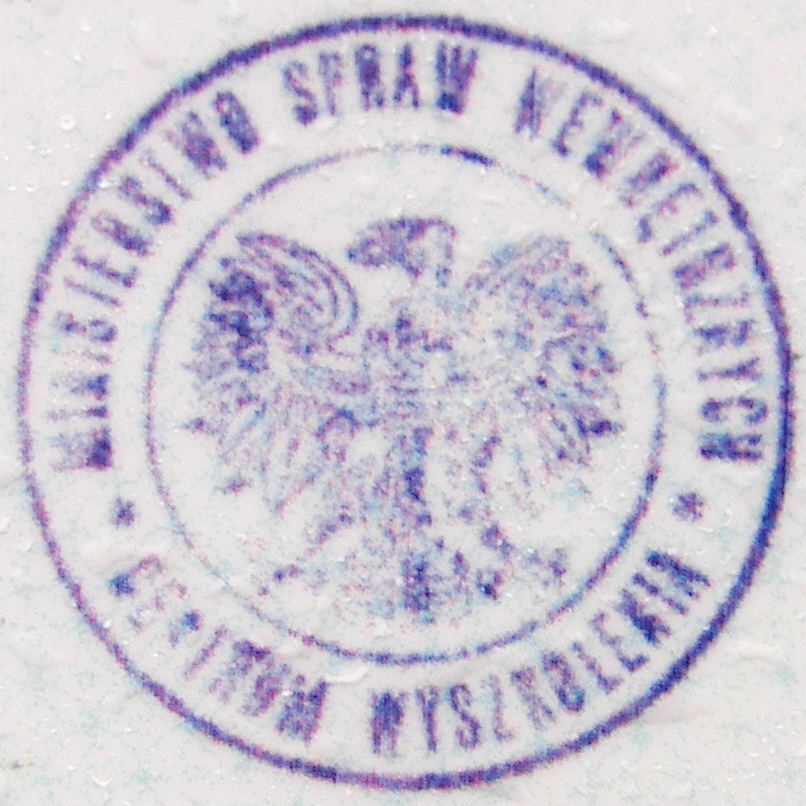
Pieczęć: Ministerstwo Spraw Wewnętrznych, Centrum Wyszkolenia
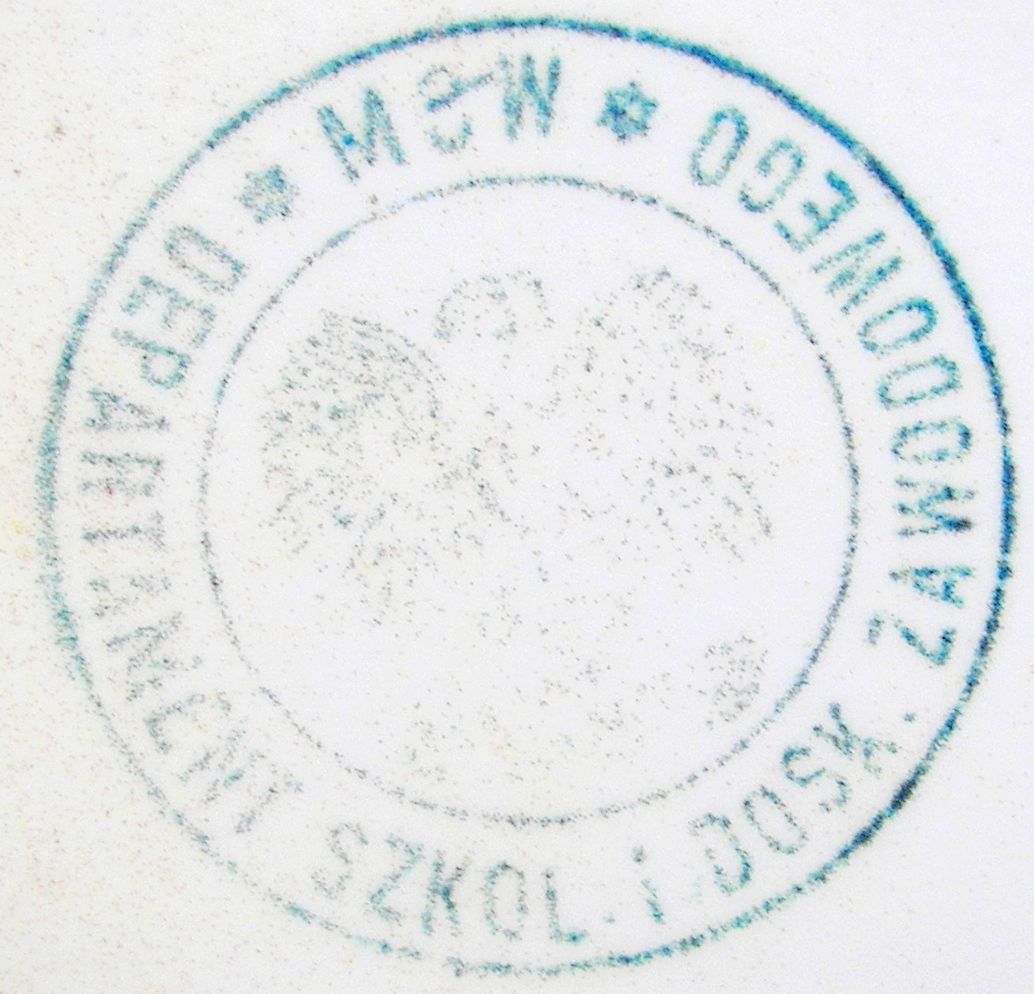
Pieczęć: MSW, Departament Szkolenia i Doskonalenia Zawodowego
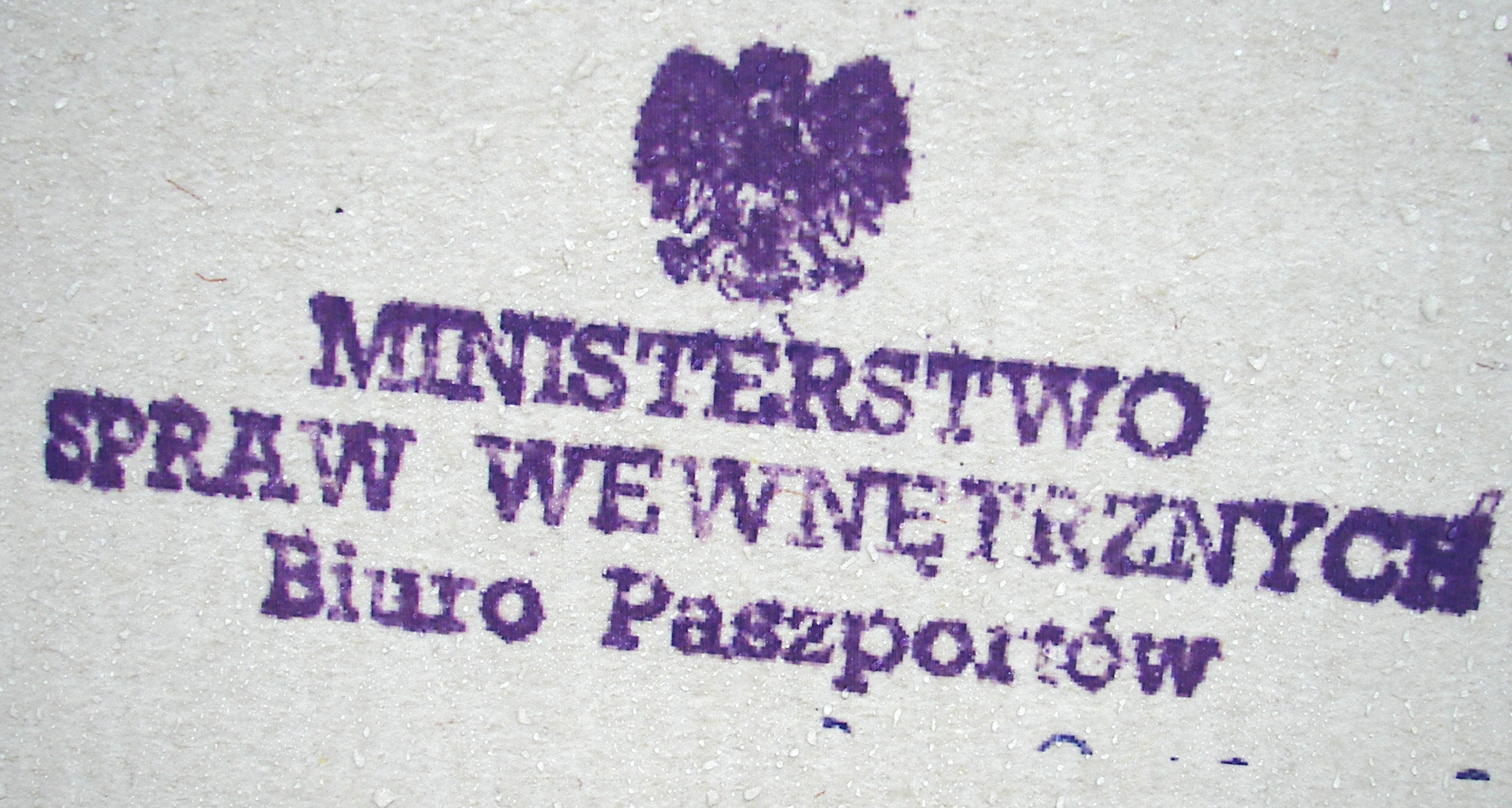
Pieczęć: Ministerstwo Spraw Wewnętrznych, Biuro paszportów
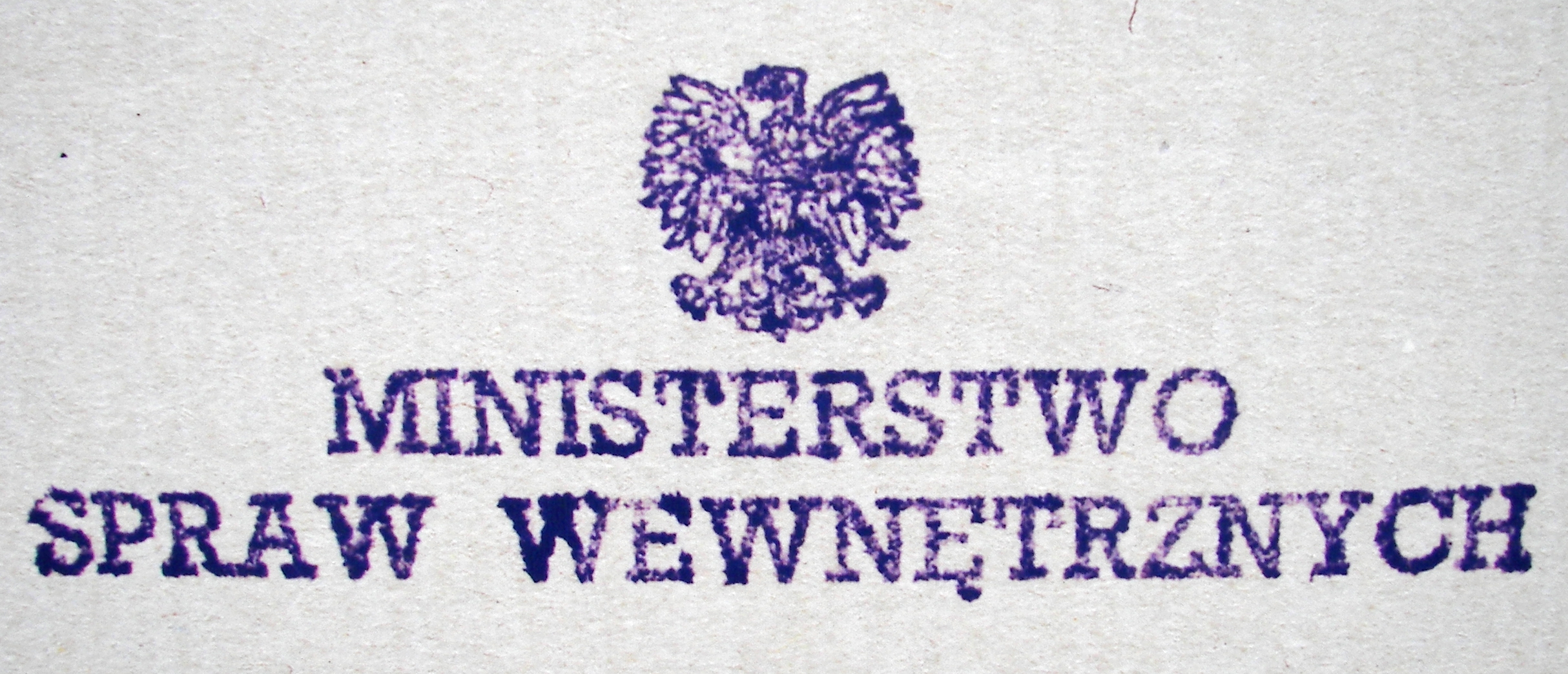
Pieczęć: Ministerstwo Spraw Wewnętrznych